# Albizia odorata
Albizia odorata är en ärtväxtart som beskrevs av René Viguier. Albizia odorata ingår i släktet Albizia och familjen ärtväxter. Inga underarter finns listade i Catalogue of Life.